# Chochenyo
El chochenyo (també anomenat chocheño i costano de la badia est) és el nom de la llengua parlada pels chochenyos. El chochenyo és un dels dialectes costano de la família de les llengües utianes. Lingüísticament, el chochenyo, el tamyen i el ramaytush es consideraven que podrien haver estat dialectes d'una única llengua.
La parla dels dos darrers parlants nadius de chochenyo va ser documentada en 1920 en notes de camp no publicades del lingüista de la Bureau of American Ethnology John Peabody Harrington.
La Tribu Muwekma Ohlone, qui (en 2007) ha reclamat al govern dels Estats Units el reconeixement federal, ha fet esforços per a reviscolar la llengua. En 2004 "la base de dades chochenyo desenvolupada per la tribu ... [contenia] de 1.000 a 2.000 paraules bàsiques." Pel 2009 molts estudiants eren capaços d'entaular converses en chochenyo.